# Charles Olander
Charles William Olander (født 28. marts 1909 i Trelleborg, Sverige) var en dansk skotøjsarbejder og atlet som var medlem af IF Sparta. Han vandt to danske mesterskaber; 800 meter 1932 og 400 meter hæk året efter.
Charles Olander kom med sine svenske forældre til København som 6-årig i 1915 og blev dansk statsborger 1929.

## Danske mesterskaber
- Sølv 1934 400 meter hæk 59,8
- Guld 1933 400 meter hæk 59,0
- Guld 1932 800 meter 2:01,6
- Sølv 1932 400 meter hæk 59,0
- Bronze 1931 800 meter 2:01,8
- Sølv 1930 400 meter hæk 60,8